# كريس وود (لاعب كريكت)
كريس وود (27 يونيو 1990 في المملكة المتحدة - ) (بالإنجليزية: Chris Wood)‏ هو لاعب كريكت بريطاني. لعب مع نادي مقاطعة هامبشاير للكريكت ‏.

## وصلات خارجية
- كريس وود على موقع إي آس بي آن كريك إنفو (الإنجليزية)